# Raissa Santana
Raissa Oliveira Santana (Itaberaba, 6 de julho de 1995) é uma modelo e rainha da beleza brasileira, Miss Brasil 2016 representando o estado do Paraná. Com o feito, disputou a 65ª edição do Miss Universo, realizado em 29 de janeiro de 2017, em Manila, Filipinas, que terminou ficando entre as treze semifinalistas. Raissa se tornou a segunda negra a ser eleita nacionalmente depois de exatos 30 anos da vitória da gaúcha Deise Nunes. Apesar de baiana de nascimento, ela representou o Paraná, estado em que mora desde os 6 anos de idade.

## Biografia
Raissa nasceu em Itaberaba, na Bahia, e se mudou para São Paulo, onde viveu até aos 6 anos de idade, quando mudou-se com a mãe, Rosineide Oliveira Santana, e mais quatro irmãos para Umuarama, noroeste do Paraná, onde vive até hoje.

## Carreira

### Miss Umuarama e Miss Paraná
Raissa venceu a tradicional disputa municipal de Miss Umuarama, desbancando outras nove candidatas no concurso realizado dia 23 de outubro de 2015 no Centro Cultural Vera Schubert, em Umuarama. Como prêmios, além da faixa e da coroa, Raissa ganhou bolsas de estudo e o direito de representar o município no Miss Paraná. Representante de seu município, Raissa disputou a 59ª edição do Miss Paraná, no dia 9 de julho, no espaço Chateau Village Buffet, em Maringá com cerca de 500 espectadores. Raissa ganhou de outras quarenta candidatas no evento que foi gravado em VT e transmitido no dia posterior pela TV Bandeirantes Curitiba para todo o estado. A candidata umuaramense foi coroada pela sua antecessora, a medianeirense Gabriela Gallas.

### Miss Brasil e Miss Universo

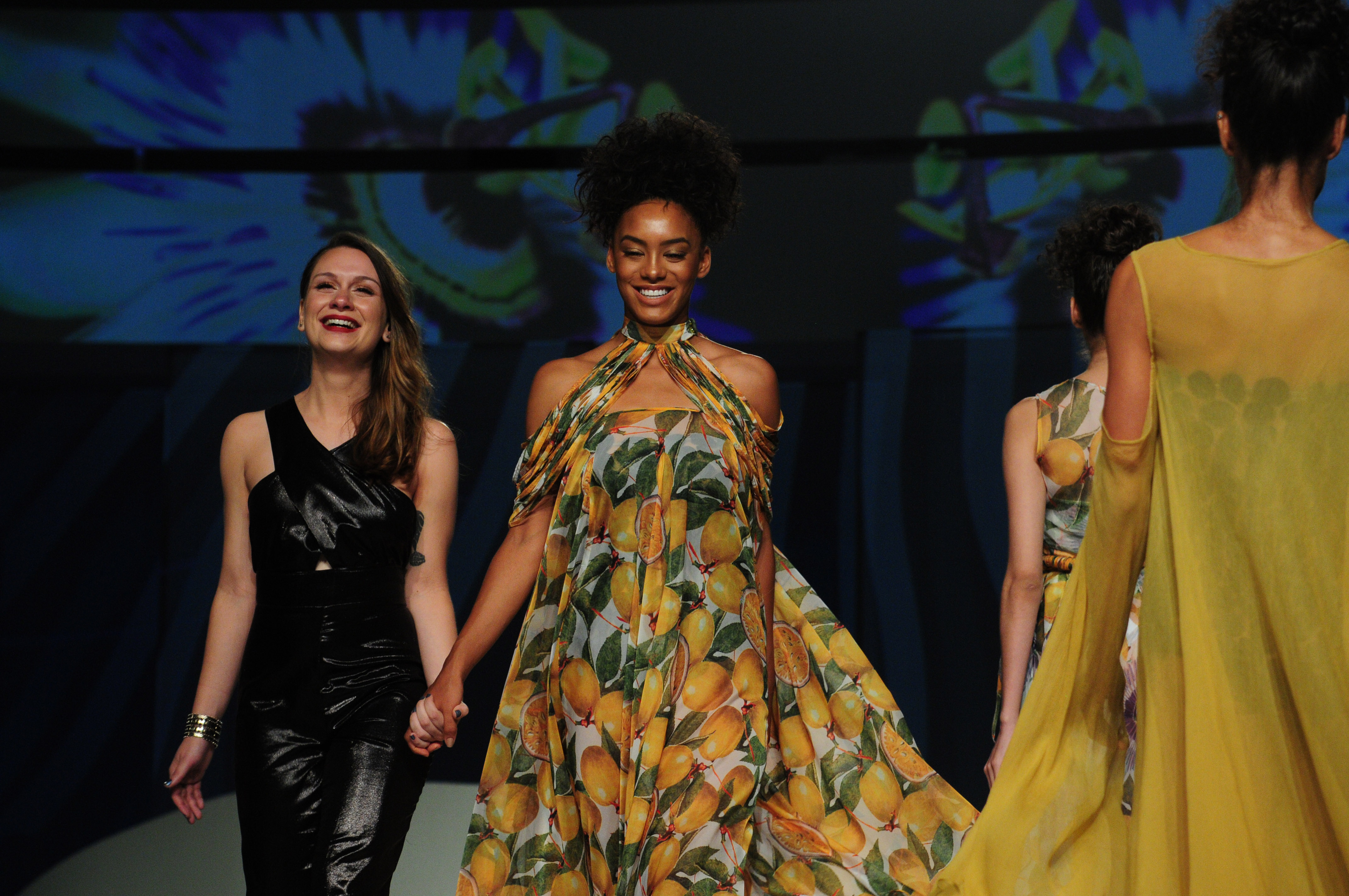
Terceira edição do Senai Brasil Fashion, realizada no Museu Nacional da República (2016)

Com um recorde de seis candidatas negras na disputa, o Miss Brasil 2016 foi realizado novamente no Citibank Hall, em São Paulo. Raissa praticamente chamou a atenção em todas as etapas do concurso, ganhando algumas delas. Foi escolhida como Miss Be Emotion (título dado para a candidata que fez a melhor maquiagem, avaliada pelo maquiador Saulo Fonseca) e a Miss Desafio Ellus (prêmio para a candidata que em 30 segundos conseguiu montar um visual despojado e casual, avaliado pelos estilistas da loja Ellus em São Paulo). Ao ganhar a coroa, Raissa se tornou a segunda negra detentora do título nacional, após a vitória da gaúcha Deise Nunes em 1986 e a quarta paranaense a conquistar a coroa, após a vitória de Maria Joana Parizotto em 1996. A coroa que Raissa recebeu foi desenhada por Renata Bessa, Miss Brasil 1995.
Com o concurso transmitido nacionalmente pela Rede Bandeirantes, a vitória de Raissa repercutiu positivamente nas redes sociais. Muitos internautas comemoraram a sua coroação pelo Twitter, entre eles a atriz Taís Araújo, que declarou: "Pela primeira vez a gente tem um equilíbrio de representatividade entre as finalistas do maior concurso de beleza do país. Parabéns Raíssa, pela sua conquista! Eu, como mulher negra e mãe de uma menina negra, fico muito feliz", escreveu a atriz na rede social. A mãe de Raissa chegou a ter um mal estar no final do concurso.
Na edição do Miss Universo realizada em 30 de janeiro em Manila, nas Filipinas, Raissa foi uma das treze semifinalistas do concurso, que foi vencido pela francesa Iris Mittenaere.

### Televisão
Em 2018, foi uma das finalistas da terceira temporada do reality show Dancing Brasil, apresentado por Xuxa Meneghel na Record TV, ao lado do coreógrafo Paulo Victor Souza, terminando a competição no segundo lugar. Em setembro do mesmo ano, Raíssa foi um dos cem jurados do talent show Canta Comigo, apresentado por Gugu Liberato, em uma edição especial de comemoração dos 65 anos da Record TV, ao lado de jornalistas, apresentadores, atores e ex-participantes de reality shows da emissora.
Em março de 2019, foi co-apresentadora do concurso Miss Brasil 2019, exibido pela Rede Bandeirantes, ao lado do ator Cássio Reis e das também vencedoras do Miss Brasil, Marthina Brandt, Monalysa Alcântara e Mayra Dias.

## Filmografia
| Ano  | Título                | Cargo         | Notas                  |
| ---- | --------------------- | ------------- | ---------------------- |
| 2018 | Dancing Brasil        | Participante  | Temporada 3            |
| 2018 | Canta Comigo Especial | Jurada        | Especial de Fim de Ano |
| 2019 | Miss Brasil 2019      | Apresentadora |                        |

## Títulos
| Ano  | Título                  |
| 2016 | Miss Umuarama           |
| 2016 | Miss Paraná             |
| 2016 | Miss Brasil             |
| 2016 | Top 13 no Miss Universo |